# Espíritu familiar

"La poción de amor" de Evelyn De Morgan: una bruja con un espíritu familiar en forma de gato negro a sus pies.

Un espíritu familiar es un ente mitológico con poderes mágicos. Según la tradición europea, particularmente la británica, irlandesa, francesa y griega, alguien los invocaría con artes arcanas, generalmente un mago o un brujo. Normalmente adoptan la forma de animales domésticos o de criaturas mitológicas o demoníacas.
El nombre "Familiar" es debido a que su dueño debía pasar el conocimiento, y por la manera de mantenerlo a sus hijos, para que así el poder continuara en la familia.

## Descripción
El "familiar" es un ser que obedece los designios de su amo o persona con la cual ha hecho un pacto, actuando como sirviente y ayudante, o para favorecerlo económicamente con sus poderes. Normalmente, no es tan inteligente como su amo (al que en cualquier caso se supone una inteligencia extraordinaria), aunque los familiares del tipo feérico (duendes y otras criaturas míticas) suelen ser más inteligentes que el ser humano medio. Un tipo muy popular de espíritu familiar es el imp de la mitología europea.
Los familiares realizan todo tipo de tareas para sus amos, desde tareas domésticas hasta arcanas, como embrujar a la gente. Si un familiar tiene el aspecto de un animal doméstico, como un gato o un búho, puede actuar como espía para su amo. En este tipo de familiares, la relación entre estos seres y a quienes sirven puede llegar a ser muy estrecha, llegando en ocasiones a servir de fuente de inspiración. Se dice que la naturaleza retraída de muchos magos y brujos haría también que vean a sus familiares como sus mejores amigos.
En algunas tradiciones igualmente están relacionados con pactos o tratos con demonios o incluso el mismo diablo, adquiriendo criaturas demoníacas o terroríficas.
Los familiares más empleados en la literatura suelen ser los gatos (en especial los gatos negros), aunque también suelen verse en forma de búhos, perros, ranas y sapos; aunque también pueden adoptan apariencias más etéreas.

## Familiares en la mitología europea
Son más comunes en la mitología del oeste de Europa, aunque algunos eruditos discuten que los familiares solo están presentes en las tradiciones de Gran Bretaña y Francia. En esas áreas se creen que existen tres tipos de familiares:
- familiares humanos, en el Oeste de Europa;
- animales divinos, en Gran Bretaña y Francia;
- animales maléficos, solo en Grecia.

La mayoría de los datos en relación con los familiares y su relación con la brujería, viene de las transcripciones de cazas de “brujas” inglesas y escocesas acontecidas durante los siglos XVI y XVII. En el proceso de Agnes Sampson de Nether Keith en 1590 se presentaron entre los testimonios acusatorios, la presencia de un espíritu familiar. Se trató, empero de un caso esencialmente político, juzgando a Sampson por alta traición, y acusándola de emplear la brujería contra el rey Jacobo VI; por ello el fiscal sostuvo que Sampson llamaba espíritus familiares y se encargaba de sus dudosos asuntos. En otro juicio similar, Hellen Clark en 1645, fue obligada a declarar que el Diablo aparecía con la forma “familiar” de un perro.

### Historiografía de los Familiares de las brujas
El estudio de los Familiares ha cambiado y mejorado profunda y decentemente desde que fue descubierta en los textos demonológicos de Europa. El estudio de los Familiares ha evolucionado de ser un tema oscuro en periódicos folclóricos a libros populares y periódicos que incorporan una modalidad histórica y enfoques multidisciplinarios como antropología, historia y estudios de la mujer. James Sharpe, en su artículo sobre los Familiares de las brujas en “La Enciclopedia de la Brujería: la tradición del Oeste”, expone: “Los folcloristas comenzaron sus investigaciones en el siglo XIX y averiguaron que los Familiares figuraban destacadamente en ideas sobre brujería.”" En el siglo XVIII, los folcloristas avivaron la imaginación de los eruditos que, en las siguientes décadas, escribirían volumen descriptivos sobre brujas y Familiares.
Un ejemplo del crecimiento y desarrollo del estudio de los Familiares puede hallarse en la publicación Folklore, que ha contribuido sistemáticamente con artículos de creencias tradicionales en Inglaterra y en la Europa moderna. En las primeras décadas del siglo XIX, el Familiar era tan solo mencionado superficialmente como “niggets”, que eran “bichos que las brujas mantenían con ellas”.
Margaret Murray, la madre del estudio de los Familiares, tomó un campo específico sobre los rumores y chismes de cierta rama de los estudios a principios de la Europa moderna. Su trabajo hurga en las variaciones de los familiares encontradas en las prácticas de brujería. La mayoría de las fuentes que empleó son juicios y textos demonológicos desde principios hasta la Inglaterra moderna. Estos incluyen los Juicios del Essex de las Brujas de Hatfield Perevil en 1556, los Juicios de las Brujas de St. Osyth en 1583 y los Juicios del Essex con Mathew Hopkins actuando como un cazador de brujas. En 1921, Murray publicó “El Culto de las Brujas en la Europa del Oeste”, un libro que fue bastante notable en la profundización y el análisis de la cultura y el folclore que rodeaba a la brujería y las teorías que con respecto al culto de las brujas. Su información sobre los familiares viene de los juicios por brujería acontecidos en los siglos XV y XVI. Margaret A. Murray hizo enormes contribuciones al estudio de los familiares y continúa siendo citada en estudios recientes, un testamento a la eternidad de su trabajo. 
No ha habido una contribución al estudio de los familiares en 80 años que haya igualado al trabajo de Murray. Los estudios recientes se han hecho más multidisciplinarios, integrando ramas históricas feministas y mundiales. Un trabajo muy importante sobre este tema es el “Crianzas malévolas: Caza de brujas y Poder Maternal a principios de la Inglaterra Moderna” de Deborah Willis. En uno de sus capítulos, une las relaciones de las brujas con los familiares con una extraña corrupción de la maternidad y el poder materno.

## Familiares en la mitología latinoamericana
En las muchas tradiciones de la cultura latinoamericana igualmente se describen diferentes versiones sobre espíritus Familiares, pero la más difundidas los identifican con especies de criaturas mitológicas y/o demoníacas que dan poder y/o dinero a su poseedor. Por ejemplo en Argentina podemos mencionar a la criatura denominada simplemente como "El Familiar". Igualmente en Chile existe la leyenda de la mítica serpiente Culebrón, y más específicamente en Chiloé podemos encontrar los mitos del Vilpoñi y del Lluhay. 
Similarmente, dentro de la mitología amerindia podemos mencionar a los espíritus Wekufes de la mitología mapuche, el cual sería trasmitido por los Calcus (hechiceros mapuches, equivalentes a un brujo) de una generación a otra; y con los cuales obtendrían un poder mágico. Dentro de esta mitología igualmente podemos mencionar a los Anchimallén, quienes también cumplirían la función de un familiar. Entre otros, México lo que se conoce como nahual.

## Familiares en la mitología asiática
En Japón el Inugami 
y Shikigami suelen cumplir las funciones de familiar.